# Schistosoma
Schistosoma (česky též krevnička, v anglické literatuře označované jako blood flukes) je medicínsky nejvýznamnější rod motolic na světě. Schistosomy jsou motolice odděleného pohlaví s výrazným pohlavním dimorfismem, které parazitují v cévní soustavě obratlovců, včetně člověka. Způsobují onemocnění člověka a zvířat - schistosomózu (dříve bilharzióza), které je známé už z dávných dob egyptských faraónů.

## Morfologie

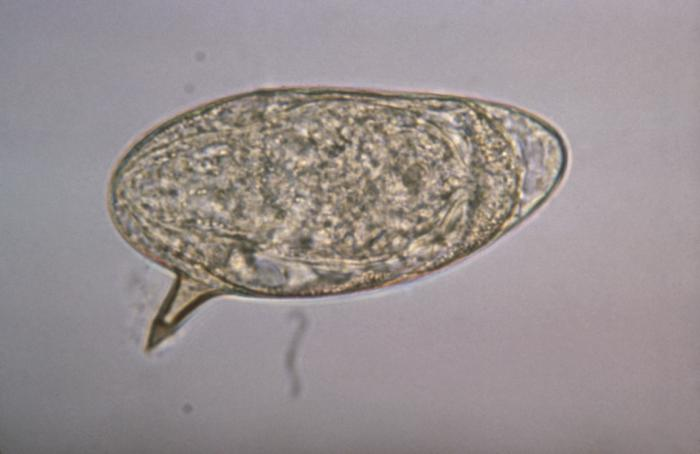
Schistosoma mansoni - vajíčko

Schistosomy jsou na rozdíl od ostatních motolic odděleného pohlaví (gonochoristé) s výrazným pohlavním dimorfismem. Samičky jsou delší a štíhlejší než samci, na příčném řezu téměř kruhovitého tvaru a měří 10-20 mm x 0,1-0,3 mm.Samci měří 6-12 mm x 5-9 mm, jsou plochého tvaru těla, kaudálně od břišní přísavky se tegument stáčí a vytváří žlábek zvaný – canalis gynecophorus. V něm je v době kopulace uložená samička. Vajíčka schistosom jsou vřetenovitého až oválného tvaru, bez operkula, opatřené na jednom pólu trnem. Tento trn má jak patogenní tak diagnostický význam.

## Vývojový cyklus

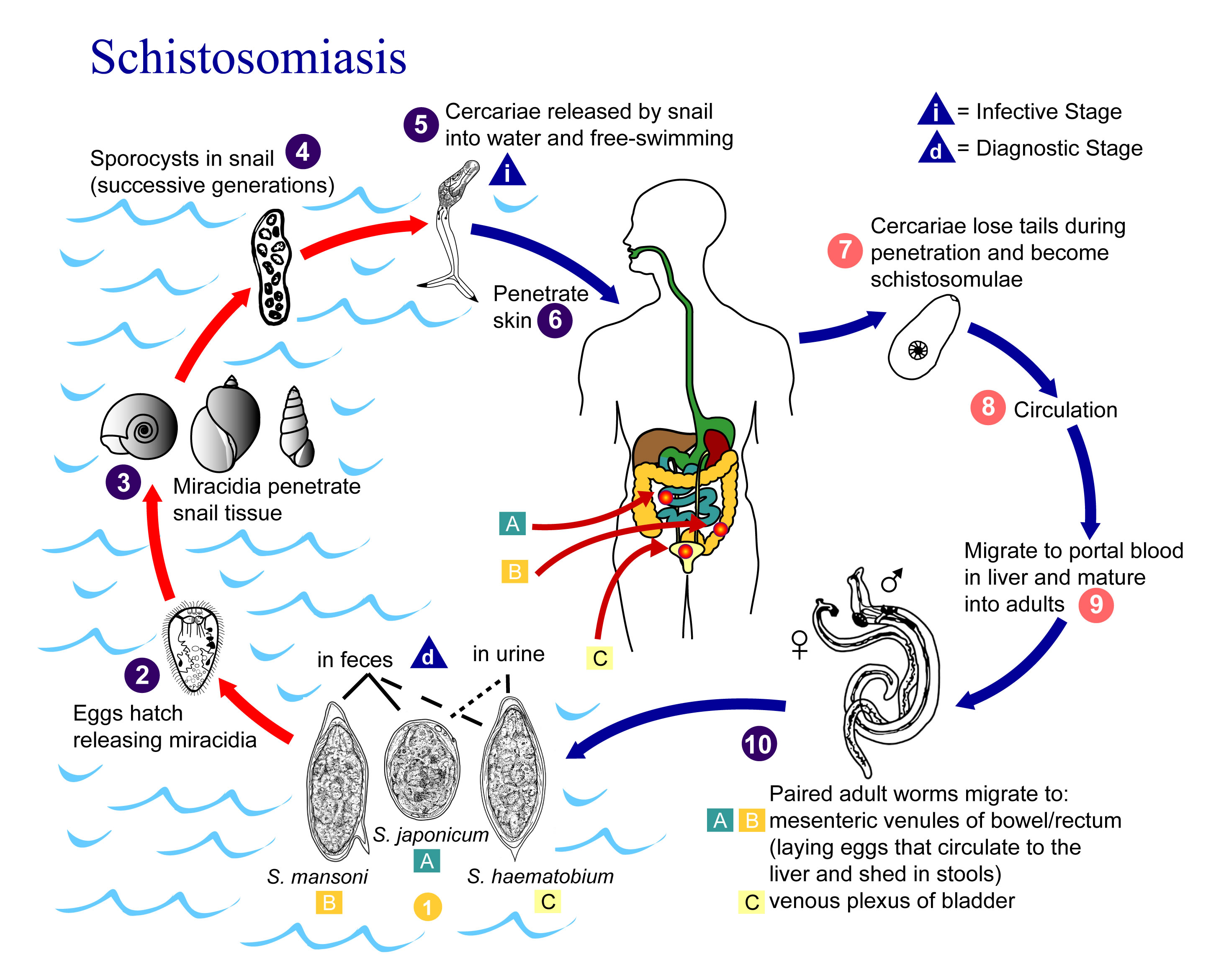
Vývojový cyklus schistosomy

Dospělí jedinci schistosom se lokalizují v cévní soustavě savců a ptáků, nejčastěji v žilním řečišti střev, jater a močové soustavy. Samička je při kopulaci stočená v kanálku samce. Po kopulaci samička opouští kanálek samečka a migruje do cílových míst, kde klade vajíčka s typickými trny. Vajíčka pomocí hrotů a proteolytických enzymů provrtávají stěny kapilár a migrují tkáněmi do střeva (S. mansoni, S. japonicum) nebo do močového měchýře (S. haematobium). Vajíčka pak opouštějí definitivního hostitele trusem nebo močí a ve vodním prostředí se z vajíček líhnou obrvené larvy – miracidium. Miracidia aktivně plavou ve vodě a hledají vhodného mezihostitele, kterými jsou plži rodu Bulinus a Biomphalaria. Miracidium proniká do plže a mění se ve vakovitou mateřskou sporocystu. V ní se vyvíjí další dceřiné sporocysty. V těle dceřiných sporocyst poté vznikají cerkarie s vidličkovitým ocáskem – tzv. furkocerkarie. Ty plže opouští a plavou ve vodě. Do 72 hodin musí najít definitivního hostitele jinak hynou. Furkocerkarie hledají kůži hostitele na základě chemotaxe. Při kontaktu s kůží hostitele se do ní během 10 minut zavrtají a přemění se ve schistosomuly. Ty migrují následně pojivovými tkáněmi kůže a podkožím až do žil. Krevním oběhem jsou poté zaneseny do vrátnicové žíly, kde dospívají a kopulují.